# Liza Lapira
Liza Lapira (Queens, New York, EUA), é uma atriz norte-americana. Participou do filme Quebrando a Banca, no qual interpreta uma contadora de cartas.

## Filmografia
- Crazy, Stupid, Love (2011)
- Velozes e Furiosos 4 (2009)
- Cloverfield (2008)
- Quebrando a Banca (2008)

## Séries
- Dexter - 3ª temporada (2008)
- NCIS - 5ª e 6ª temporadas (2007 a 2008)
- Huff - 1ª e 2ª temporada. (2004 a 2005)
- Super Fun Night - 1ª temporada (2013)
- The Equalizer (2021)